# Дальнереченск
Дальнере́ченск — город в Приморском крае России, административный центр Дальнереченского района и Дальнереченского городского округа. Основан в 1859 г. как станица Графская. Находится недалеко от границы с КНР. В 2020 году присвоено почётное звание «Город воинской доблести».

## История
Основан казаками как станица Графская (год основания — 1859) в честь графа Н. Н. Муравьёва-Амурского.
До революции в городе дислоцировался 1-й Сибирский понтонный батальон.
С 1897 года по 1972 год город назывался Има́н (по названию реки на которой находился, ныне Большая Уссурка). Статус города имеет с 1917 г. 22 мая 1962 года получил статус города краевого подчинения. Переименован в результате кампании по ликвидации китайских названий на Дальнем Востоке, ставшей следствием советско-китайского вооружённого конфликта на острове Даманском.
В этом городе базировалась 15-я Отдельная бригада сторожевых кораблей пограничных войск (15 ОБСКР).

## География

### Географическое положение
Расположен в долинах рек Уссури, Большой Уссурки и Малиновки, которые соединяются в городской черте. Находится неподалёку от отрогов Сихотэ-Алиня и Сальской сопки — потухшего вулкана. Расстояние до Владивостока 400 км.

### Климат
Дальнереченск находится в муссонной дальневосточной области умеренного климатического пояса.
Всемирная метеорологическая организация приняла решение о необходимости расчёта двух климатических норм: климатологической стандартной и опорной. Климатологическая стандартная норма обновляется каждые десять лет, опорная норма охватывает период с 1961 года по 1990 год..
| Показатель              | Янв. | Фев.  | Март  | Апр.  | Май  | Июнь | Июль | Авг. | Сен. | Окт.  | Нояб. | Дек.  | Год  |
| ----------------------- | ---- | ----- | ----- | ----- | ---- | ---- | ---- | ---- | ---- | ----- | ----- | ----- | ---- |
| Абсолютный максимум, °C | 2,7  | 5,8   | 17,6  | 26,6  | 32,9 | 34,9 | 34,6 | 36,8 | 29,7 | 26,5  | 16,4  | 8,8   | 36,8 |
| Абсолютный минимум, °C  | −42  | −36,8 | −31,8 | −15,1 | −3,7 | 2,1  | 5,3  | 4,4  | −5   | −16,2 | −30,9 | −38,2 | −42  |
| Источник:               |      |       |       |       |      |      |      |      |      |       |       |       |      |

| Показатель              | Янв.  | Фев.  | Март | Апр. | Май  | Июнь | Июль | Авг. | Сен. | Окт. | Нояб. | Дек.  | Год |
| ----------------------- | ----- | ----- | ---- | ---- | ---- | ---- | ---- | ---- | ---- | ---- | ----- | ----- | --- |
| Средняя температура, °C | −18,3 | −13,7 | −4,5 | 5,8  | 13,3 | 18,1 | 21,4 | 20,4 | 14,4 | 6,2  | −5,4  | −15,9 | 3,7 |
| Норма осадков, мм       | 12    | 10    | 28   | 40   | 73   | 78   | 130  | 126  | 68   | 53   | 31    | 22    | 671 |
| Источник:               |       |       |      |      |      |      |      |      |      |      |       |       |     |

| Показатель              | Янв.  | Фев.  | Март | Апр. | Май  | Июнь | Июль | Авг. | Сен. | Окт. | Нояб. | Дек.  | Год |
| ----------------------- | ----- | ----- | ---- | ---- | ---- | ---- | ---- | ---- | ---- | ---- | ----- | ----- | --- |
| Средняя температура, °C | −19,9 | −16,3 | −6,1 | 4,9  | 12,4 | 17,3 | 21,1 | 20,0 | 13,5 | 4,9  | −6,2  | −16,6 | 2,4 |
| Норма осадков, мм       | 12    | 12    | 18   | 45   | 61   | 81   | 103  | 129  | 85   | 50   | 28    | 17    | 641 |
| Источник:               |       |       |      |      |      |      |      |      |      |      |       |       |     |

## Население
| 1915    | 1917    | 1923    | 1926    | 1928    | 1929    | 1930    | 1931    | 1933    |
| ------- | ------- | ------- | ------- | ------- | ------- | ------- | ------- | ------- |
| 7452    | ↘5000   | ↘4677   | ↗6891   | ↗7600   | ↗7900   | ↗8500   | ↘7548   | ↗11 000 |
| 1939    | 1959    | 1967    | 1970    | 1979    | 1989    | 1992    | 1996    | 1998    |
| ↗13 842 | ↗25 411 | ↗28 000 | ↗28 224 | ↗31 330 | ↗33 596 | ↗34 600 | ↗39 700 | ↘33 700 |
| 2001    | 2002    | 2003    | 2005    | 2006    | 2007    | 2008    | 2009    | 2010    |
| ↘32 800 | ↘30 092 | ↗30 100 | ↘29 400 | ↘29 100 | ↘28 600 | ↘28 283 | ↘27 896 | ↘27 604 |
| 2011    | 2012    | 2013    | 2014    | 2015    | 2016    | 2017    | 2018    | 2019    |
| ↘27 537 | ↘27 100 | ↗27 214 | ↘26 618 | ↘26 461 | ↘26 378 | ↘26 121 | ↘25 786 | ↘25 482 |
| 2020    | 2021    | 2023    | 2024    |         |         |         |         |         |
| ↘25 074 | ↘23 613 | ↘23 028 | ↘22 721 |         |         |         |         |         |

На 1 января 2025 года по численности населения город находился на 604-м месте из 1124 городов Российской Федерации.
По итогам всероссийской переписи населения 2010 года, численность городского населения составила 27 604 человека (из них мужчин — 12 642; женщин — 14 962), сельского — 3176 человек (1494 мужчины, 1682 женщины).

### Национальный состав
Национальный состав города по данным переписи населения 1939 года: русские — 69,4 % или 9 599 чел., украинцы — 26,2 % или 3 629 чел.

## Инфраструктура
- Базируются части пограничной охраны (ФСБ), секретной радио-релейной связи.
- Средние общеобразовательные школы, лицей.
- Дошкольные учреждения.
- Художественная, музыкальная, хореографическая школы.

## Экономика

### Лесопереработка
На территории Дальнереченска расположены различные лесоперерабатывающие комбинаты и предприятия.
Крупнейшим является предприятие ЗАО «ЛесЭкспорт» (с 2000 года), с численностью порядка 500 работников на данный момент. Занимается переработкой древесины, производством паркета, шпона, лесозаготовкой а также лесопосадкой. Реализуют продукцию через представительства в разных городах России, под брендом AmberWood.

### Торговля
В городе развита система супермаркетов электроники и бытовой техники, среди которых наиболее развитую сеть имеют «DNS», «Домотехника» и другие.

### Нефтепровод
Приморская ветка нефтепровода «ВСТО — II»: 943,8 километров магистрального нефтепровода, пять нефтеперекачивающих станций, две из которых оснащены резервуарными парками с общим объемом 220 м³.

### Финансовые услуги
В Дальнереченске располагаются представительства и офисы крупнейших финансовых и страховых организаций — Росгосстрах, Сбербанк, Азиатско-тихоокеанский банк, Дальневосточный банк, Совкомбанк и др.

### Транспорт
Через город проходит железнодорожная линия Хабаровск — Сибирцево, имеется одноимённая станция.

## СМИ
В городе выходят следующие периодические издания: «Дальнеречье», «Ударный фронт», «Народная весть».
Радиостанции:
В Дальнереченске вещают радиостанции FM и УКВ-диапазонов:
- 67,22 УКВ — «Радио Маяк» (Молчит)
- 69,32 УКВ — «Радио России» / «Приморское радио» (Молчит)[43]
- 89,8 FM — «Приморская волна»[44]
- 95,8 FM — «Радио России» / «Приморское радио»[45]
- 101,8 FM — «Love Radio»
- 103,3 FM — «Владивосток FM»[43]
- 103,9 FM — «Авторадио-Дальнереченск»[46]
- 104,5 FM — (ПЛАН) «Русское радио»

Радиостанции вещают из Дальнереченской РТПС, которая находится на горе Знаменской. Радиостанции Дальнереченска принимаются в Дальнереченском и Пожарском районах.

## Люди, связанные с городом
- Медведев, Пётр Иванович — российский и советский художник, участник советско-японской войны. Переехал в город в возрасте 12 лет.[47]
- Сонька-Золотая ручка — знаменитая воровка, проживала в городе в 1898—1899 годах после каторги.[48]

## Достопримечательности
- Мемориальные комплексы пограничникам, погибшим при защите государственной границы СССР.
- Мемориальный комплекс героям-пограничникам, павшим 2 марта 1969 года на острове Даманский[49].
- Этнографический комплекс «Истоки Дальнеречья», включающий часовню на берегу реки Уссури.
- Первое воинское захоронение 1859—1918 г.
- «Мемориал славы» и «Музей оборонительных сооружений 109 укрепрайона».
- Монумент «Девиз — Клятва».

## Галерея
- Стела при въезде в город
- Железнодорожный вокзал
- Дом культуры «Восток»
- Детский парк
- Ул. Ленина
- Братская могила Героев Даманского